# Аннібале Фроссі
Аннібале Фроссі (італ. Annibale Frossi, нар. 6 серпня 1911, Муццана-дель-Турньяно — пом. 26 лютого 1999, Мілан) — італійський футболіст, що грав на позиції флангового півзахисника. По завершенні ігрової кар'єри — футбольний тренер.
Виступав, зокрема, за клуб «Амброзіана-Інтер», з яким став дворазовим чемпіоном Італії та володарем Кубка Італії, а також збірну Італії, у складі якої став олімпійським чемпіоном.

## Клубна кар'єра
У дорослому футболі дебютував 1929 року виступами за команду клубу «Удінезе», за яку у сезоні 1929/30 зіграв один матч і допоміг клубу вийти до другого за рівнем дивізіону Італії, де провів ще один сезон в статусі основного гравця, взявши участь у 31 матчі чемпіонату.
Влітку 1931 року перебрався до «Падови» і допоміг команді в першому ж сезоні зайняти друге місце в Серії Б і вийти до Серії А. Втім, в еліті футболіст втратив місце в основі команди і по завершенню сезону 1932/33 покинув клуб і повернувся до Серії Б, ставши гравцем «Барі».
За підсумками сезону «Барі» ледь не підвищилось у класі, програвши фінальну гру плей-оф «Самп'єрдаренезе» 0:1, після чого Фроссі повернувся у «Падову», яка саме вилетіла до Серії Б. У сезоні 1934/35 Аннібале забив 14 голів у 26 матчах за падуанську команду, проте не врятував команду від вильоту в новостворену Серію С, після чого перейшов у «Л'Аквілу», де провів ще один сезон в Серії Б.
Своєю грою за останню команду привернув увагу представників тренерського штабу клубу «Амброзіана-Інтер», до складу якого приєднався влітку 1936 року за 50 тис. лір. Відіграв за міланську команду наступні шість сезонів своєї ігрової кар'єри. Більшість часу, проведеного у складі «Амброзіани-Інтера», був основним гравцем команди. У його складі Фроссі двічі перемагав у чемпіонатах Італії і один раз у кубку Італії. В цілому за «Інтер» Аннібале забив 49 голів у 147 матчах, в тому числі 40 м'ячів в 125 іграх Серії А.
Протягом сезону 1942/43 захищав кольори клубу «Про Патрія» у Серії Б, після чого чемпіонат було припинено через війну.

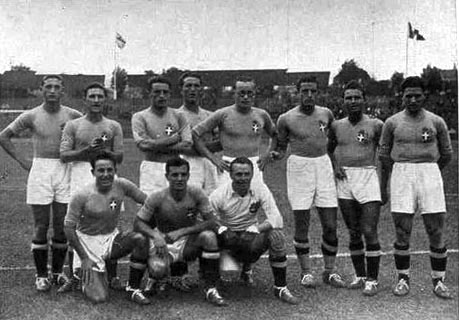
Аннібале Фроссі (п'ятий ліворуч в верхньому ряду) у складі збірної Італії на Олімпійських іграх 1936 року у Берліні.

Завершив професійну ігрову кар'єру у клубі «Комо», за який виступав у 1945 році, ще до відновлення загальноіталійського чемпіонату і виграв Турнір Ломбардії.

## Виступи за збірні
Не викликаючись раніше до італійських збірних, 3 серпня 1936 року Фроссі дебютував в офіційних матчах за олімпійську збірну Італії на Олімпійських іграх 1936 року у Берліні в матчі проти збірної США, де забив єдиний і переможний гол. В наступному, чвертьфінальному, матчі Фроссі відзначився хет-триком у ворота японців (8:0), а у півфіналі забив переможний гол в додатковий час у ворота збірної Норвегії. А у фіналі на Олімпійському стадіоні в Берліні дубль Фроссі допоміг Італії обіграти збірну Австрії та вперше в історії стати олімпійським чемпіоном, причому забивши 7 м'ячів в 4 матчах, Аннібале став найкращим бомбардиром турніру.
25 квітня 1937 року Фроссі зіграв в одному матчі національної збірної Італії на Кубку Центральної Європи проти збірної Угорщини (2:0), в якому також забив гол, проте той турнір так і не був завершений через війну.
Через слабкий зір виступав в окулярах. Можливо, саме це завадило потрапити до заявки на чемпіонат світу 1938 року.

## Кар'єра тренера
Розпочав тренерську кар'єру невдовзі по завершенні кар'єри гравця, 1946 року, очоливши тренерський штаб клубу «Луїно».
Надалі очолював команди клубів «Мортара», «Монца», «Торіно», «Інтернаціонале», «Дженоа», «Наполі» та «Модена».
Останнім місцем тренерської роботи був клуб «Трієстина», команду якого Аннібале Фроссі очолював як головний тренер до 1966 року.
Помер 26 лютого 1999 року на 88-му році життя у місті Мілан.

## Статистика виступів

### Статистика клубних виступів
| Сезон                        | Команда                      | Чемпіонат                    | Чемпіонат | Чемпіонат | Національний кубок | Національний кубок | Національний кубок | Кубок Мітропи | Кубок Мітропи | Кубок Мітропи | Усього | Усього |
| Сезон                        | Команда                      | Ліга                         | Ігор      | Голів     | Ліга               | Ігор               | Голів              | Ліга          | Ігор          | Голів         | Ігор   | Голів  |
| ---------------------------- | ---------------------------- | ---------------------------- | --------- | --------- | ------------------ | ------------------ | ------------------ | ------------- | ------------- | ------------- | ------ | ------ |
| 1929-30                      | «Удінезе»                    | ПД (ІІІ)                     | 1         | 0         | —                  | —                  | —                  | —             | —             | —             | 1      | 0      |
| 1930-31                      | «Удінезе»                    | B (ІІ)                       | 31        | 0         | —                  | —                  | —                  | —             | —             | —             | 31     | 0      |
| Усього за «Удінезе»          | Усього за «Удінезе»          | Усього за «Удінезе»          | 32        | 0         |                    | —                  | —                  |               | —             | —             | 32     | 0      |
| 1931-32                      | «Падова»                     | B (ІІ)                       | 30        | 9         | —                  | —                  | —                  | —             | —             | —             | 30     | 9      |
| 1932-33                      | «Падова»                     | A                            | 17        | 1         | —                  | —                  | —                  | —             | —             | —             | 17     | 1      |
| 1933-34                      | «Барі»                       | B (ІІ)                       | 30        | 12        | —                  | —                  | —                  | —             | —             | —             | 30     | 12     |
| 1934-35                      | «Падова»                     | B (ІІ)                       | 26        | 14        | —                  | —                  | —                  | —             | —             | —             | 26     | 14     |
| Усього за «Падову»           | Усього за «Падову»           | Усього за «Падову»           | 73        | 24        |                    | —                  | —                  |               | —             | —             | 73     | 24     |
| 1935-36                      | «Л'Аквіла»                   | B (ІІ)                       | 34        | 9         | КІ                 | ?                  | ?                  | —             | —             | —             | ?      | ?      |
| 1936-37                      | «Амброзіана-Інтер»           | A                            | 27        | 11        | КІ                 | 4                  | 1                  | КМ            | 6             | 3             | 37     | 15     |
| 1937-38                      | «Амброзіана-Інтер»           | A                            | 22        | 4         | КІ                 | 3                  | 1                  | КМ            | —             | —             | 25     | 5      |
| 1938-39                      | «Амброзіана-Інтер»           | A                            | 22        | 10        | КІ                 | 5                  | 3                  | КМ            | 1             | 1             | 28     | 14     |
| 1939-40                      | «Амброзіана-Інтер»           | A                            | 26        | 7         | КІ                 | 1                  | —                  | КМ            | 2             | —             | 29     | 7      |
| 1940-41                      | «Амброзіана-Інтер»           | A                            | 16        | 7         | КІ                 | —                  | —                  | —             | —             | —             | 16     | 7      |
| 1941-42                      | «Амброзіана-Інтер»           | A                            | 12        | 1         | КІ                 | —                  | —                  | —             | —             | —             | 12     | 1      |
| Усього за «Амброзіану-Інтер» | Усього за «Амброзіану-Інтер» | Усього за «Амброзіану-Інтер» | 125       | 40        |                    | 13                 | 5                  |               | 9             | 4             | 147    | 49     |
| 1942-43                      | «Про Патрія»                 | B (ІІ)                       | 24        | 3         | КІ                 | —                  | —                  | —             | —             | —             | 24     | 3      |
| 1944-45                      | «Комо»                       | ТБ                           | 5         | 2         | —                  | —                  | —                  | —             | —             | —             | 5      | 2      |
| Усього                       | Усього                       | Усього                       | 312       | 90        |                    | ?                  | ?                  |               | 9             | 4             | ?      | ?      |

### Статистика виступів за збірну
| Дата      | Місто  | Господарі | Результат  | Гості    | Турнір                   | Голи | Примітки             |
| --------- | ------ | --------- | ---------- | -------- | ------------------------ | ---- | -------------------- |
| 3-8-1936  | Берлін | США       | 0 – 1      | Італія   | ОІ 1936 - 1-й етап       | 1    |                      |
| 7-8-1936  | Берлін | Японія    | 0 – 8      | Італія   | ОІ 1936 - чвертьфінал    | 3    |                      |
| 10-8-1936 | Берлін | Норвегія  | 1 – 2 д.ч. | Італія   | ОІ 1936 - півфінал       | 1    |                      |
| 15-8-1936 | Берлін | Австрія   | 1 – 2 д.ч. | Італія   | ОІ 1936 - Фінал          | 2    | Олімпійський чемпіон |
| 25-4-1937 | Турин  | Італія    | 2 – 0      | Угорщина | Кубок Центральної Європи | 1    |                      |
| Усього    |        | Матчів    | 5          |          | Голів                    | 8    |                      |

## Титули і досягнення

### Як гравця
- Чемпіон Італії (2):

«Амброзіана-Інтер»: 1937-38, 1939-40
- Володар Кубка Італії (1):

«Амброзіана-Інтер»: 1938-39
- Олімпійський чемпіон (1):

Італія (ол.): 1936